# Ansett Australia
L'Ansett Australia è stata una compagnia aerea australiana. È stata fondata nel 1936 a Melbourne e faceva parte della Star Alliance. Il 4 marzo 2002 ha dichiarato la bancarotta. Si serviva degli hub all'Aeroporto di Melbourne e all'Aeroporto Internazionale Kingsford Smith di Sydney. Aveva una flotta composta da 130 aeromobili ed effettuava 88 destinazioni.

## Storia

### Gli inizi
La compagnia venne fondata nel 1935 da Reginald "Reg" Ansett con il nome di Ansett Airways. Si trattava di un'emanazione della sua attività di trasporto su strada, che aveva avuto un tale successo da minacciare le entrate delle ferrovie vittoriane nel settore del trasporto merci e passeggeri. Ciò portò il governo statale a legiferare per mettere fuori gioco gli operatori privati del trasporto su strada. Reg Ansett reagì fondando una compagnia aerea, dato che l'aviazione era sotto il controllo del governo federale e fuori dalla portata del governo statale.
La prima rotta di Ansett tra Hamilton e Melbourne, operata da un monoplano Fokker Universal, avvenne il 17 febbraio 1936. Il rapido successo della compagnia aerea portò Ansett a mettere in liquidazione l'azienda nel 1937. Con l'espansione sempre crescente del suo network, Ansett Airways importò aerei Lockheed Electra. Durante la Seconda Guerra Mondiale, Ansett scelse di sospendere tutti i servizi di linea, ad eccezione del servizio Hamilton, a favore di un lavoro più redditizio per le forze aeree dell'esercito degli Stati Uniti. Dopo la guerra, Ansett si batté per ristabilire le sue rotte nazionali utilizzando i Douglas DC-3 in avanzo dalla guerra, sostituiti poi dai C-47 e dai rimanenti L-10.
In quel periodo, il settore aereo nazionale australiano era dominato dall'Australian National Airways (ANA), fondata nel 1936 da un consorzio di armatori australiani finanziati dalla Gran Bretagna. Il governo federale di Chifley era determinato a creare una compagnia aerea di proprietà dello Stato per gestire tutti i servizi nazionali e internazionali. Alla fine è stato ostacolato in questo intento dall'Alta Corte d'Australia, per cui ha istituito la Trans-Australia Airlines (TAA) per operare in concorrenza con l'ANA.

### Il periodo di duopolio

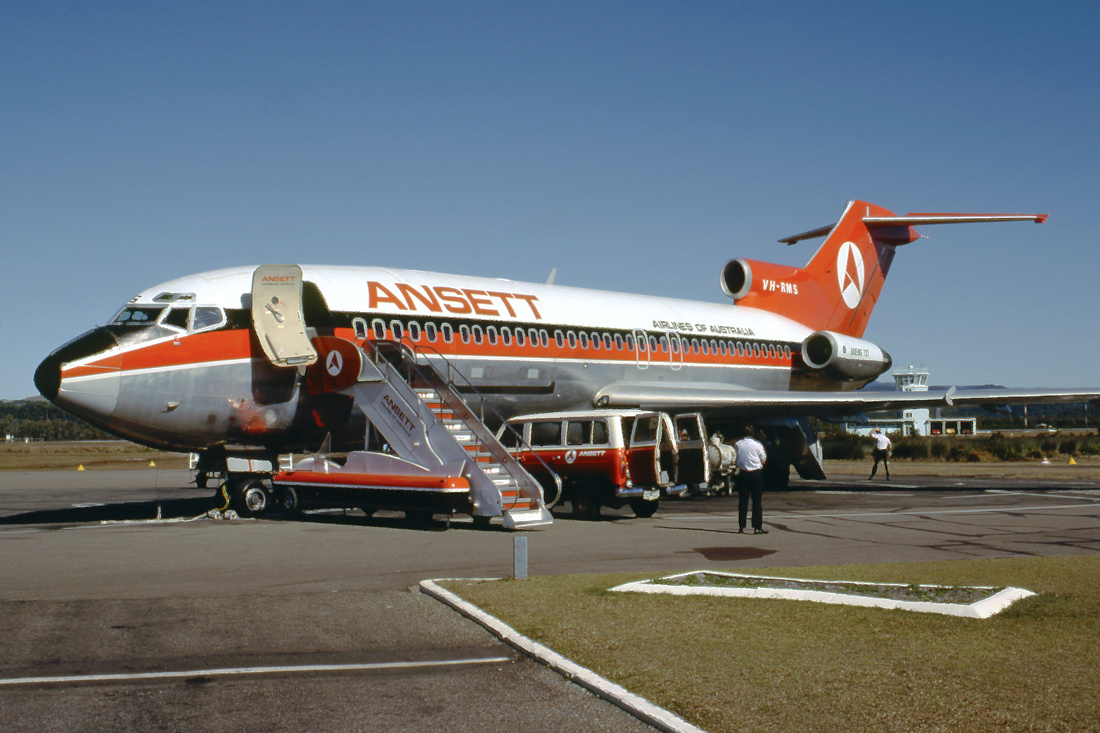
Un Boeing 727 della Ansett nel 1973

Ansett Airways rimase un attore importante mentre ANA e TAA si battevano per la supremazia negli anni Quaranta e Cinquanta. Ansett operava intorno alle due grandi compagnie, mantenendo le operazioni interstatali a tariffe economiche con DC-3 e successivamente con Convair CV-340, precedentemente operati da Braniff International Airways negli Stati Uniti. La compagnia aerea era supportata da vaste operazioni di trasporto su strada, tra cui Ansett Freight Express e Ansett Pioneer Coaches, oltre all'attività di costruzione di pullman di Ansair.
Il governo Menzies, pur sostenendo la TAA, per gli ottimi dividendi che essa pagava al governo, voleva evitare che la TAA avesse il monopolio dei servizi nazionali in caso di collasso dell'ANA, come sembrava probabile. L'unica alternativa, come è emerso, era che Ansett acquistasse l'operazione ANA. L'offerta di Ansett ebbe numerosi sostenitori finanziari, tra cui spiccava la Shell Oil Company. Anche la Douglas Aircraft Company era preoccupata per la scomparsa di ANA, poiché la TAA aveva cessato di essere un cliente per i suoi aerei. Inizialmente i dirigenti dell'ANA si opposero strenuamente, ma nell'ottobre 1957 cedettero all'offerta di Ansett di 3,3 milioni di sterline per la loro compagnia aerea. La nuova entità fu chiamata Ansett-ANA, nome che mantenne fino al 1º novembre 1968, quando divenne Ansett Airlines of Australia.
Gli eccellenti profitti di Ansett-ANA erano, almeno in parte, merito della politica delle due compagnie aeree del governo Menzies. Questa politica bloccava di fatto qualsiasi altro operatore nazionale interstatale, vietando l'importazione di aeromobili senza una licenza governativa. Dal 1957 fino agli anni '80, in base alle rigide regole stabilite dalla Two Airlines Policy, Ansett e TAA operarono come copie carbone virtuali l'una dell'altra, operando con gli stessi aeromobili agli stessi orari, verso le stesse destinazioni, a tariffe che erano identiche (in base alla rigida politica del governo federale). Se una delle due compagnie desiderava cambiare le proprie tariffe, doveva ottenere l'approvazione del governo federale.
Reg Ansett si impegnò quindi per assicurarsi che nessun altro concorrente potesse sfidare la sua compagnia aerea. Assunse il controllo della Guinea Airways di Adelaide (ribattezzata Airlines of South Australia) e della Butler Air Transport di Sydney (ribattezzata Airlines of New South Wales). L'acquisizione di Butler fu ottenuta con l'appoggio occulto del governo Menzies e con l'ingegneria di Ansett per l'acquisto di azioni Butler da parte dei suoi dipendenti (in modo simile a quanto era stato appena tentato da Butler). Poi portò i dipendenti a un'assemblea generale a Sydney e costrinse a votare a favore della vendita ad Ansett.
Dopo l'acquisizione di ANA, Reg Ansett fece pressioni sul governo per bloccare l'acquisto da parte di TAA di aerei a reazione Sud Aviation Caravelle. Era preoccupato per la capacità della sua compagnia aerea di finanziare aerei a reazione equivalenti e per il grande salto ingegneristico necessario per passare da una flotta interamente a pistoni a un aereo a reazione puro. La TAA operava con i Vickers Viscount a propulsione dal 1954, quindi aveva esperienza nella tecnologia a reazione. Ansett riuscì a convincere il governo ad autorizzare l'importazione di altri Viscount e del nuovo Lockheed L-188 Electra, commercializzato come "Golden Jet" come altri aerei di linea a turboelica dell'epoca. Questa azione ritardò l'introduzione di aerei a reazione pura nelle compagnie aeree nazionali australiane fino al 1964, quando il Boeing 727-100 "Fan Jet" iniziò a volare.
Una caratteristica insolita delle operazioni di Ansett era il servizio di battello volante da Rose Bay a Sydney a Lord Howe Island. Questo servizio era gestito da Ansett Flying Boat Services, che utilizzava il quadrimotore Short Sandringham. Il servizio è cessato nel 1974, quando è stato completato l'aeroporto di Lord Howe Island.

### L’entrata in campo nelle rotte domestiche

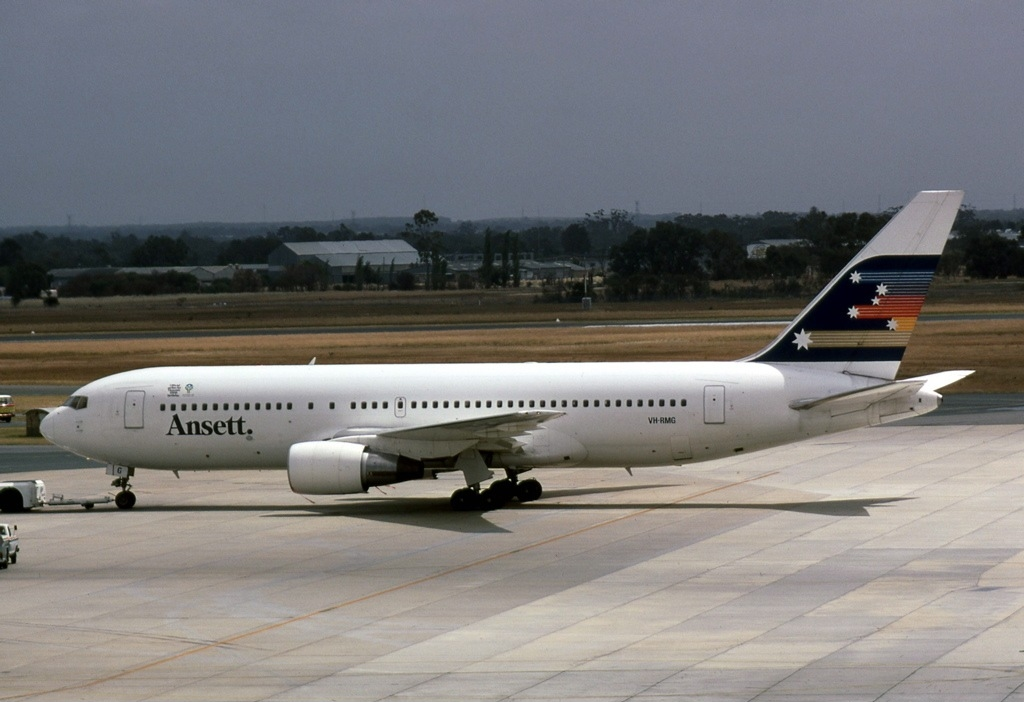
Un Boeing 767 della Ansett nel 1985

Nel 1979 Ansett perse il controllo della società a favore della TNT di Peter Abeles e della News Corporation di Rupert Murdoch, con Abeles che assunse il controllo operativo della compagnia aerea. La compagnia aerea prosperò negli anni '80, ma una serie di investimenti sostanziali andarono male, tra cui una quota della statunitense America West Airlines (che dichiarò bancarotta e sopravvisse) e il suo resort di Hamilton Island (che entrò in amministrazione controllata). Ansett ha anche pagato milioni di dollari per il diritto di essere la compagnia aerea ufficiale delle Olimpiadi di Sydney 2000, un investimento generalmente considerato poco saggio. Ciò ha destabilizzato notevolmente la posizione finanziaria dell'azienda. Nel 1984, Ansett è stata coinvolta in una controversia dopo aver vietato alle persone sieropositive di viaggiare sui propri aerei per proteggere il personale. L'Associazione australiana degli assistenti di volo ha infine respinto il divieto.
Ansett si è espansa in Nuova Zelanda nel 1987 attraverso la sua filiale Ansett New Zealand, dopo che il governo neozelandese ha aperto i suoi cieli alla compagnia aerea. Dopo che il governo australiano ha rinunciato a un accordo di reciprocità, Air New Zealand ha cercato di acquisire una quota di Qantas quando è stata quotata in borsa nel 1995, ma non è stata autorizzata. Nel 1996 ha invece acquistato la quota del 50% di TNT in Ansett Australia per 475 milioni di dollari australiani, anche se il controllo manageriale è rimasto nelle mani di News Corporation. Ansett Australia ha poi dovuto cedere Ansett New Zealand per evitare di creare un monopolio.
Ansett ha iniziato il servizio internazionale l'11 settembre 1993 per Bali, seguito da Osaka e Hong Kong nel 1994, Giacarta il 12 gennaio 1996 e Shanghai l'8 giugno 1997. Successivamente sono stati inaugurati i voli per Seoul, Taipei e Kuala Lumpur, presto sospesi.

### La fusione con Air New Zealand e il fallimento

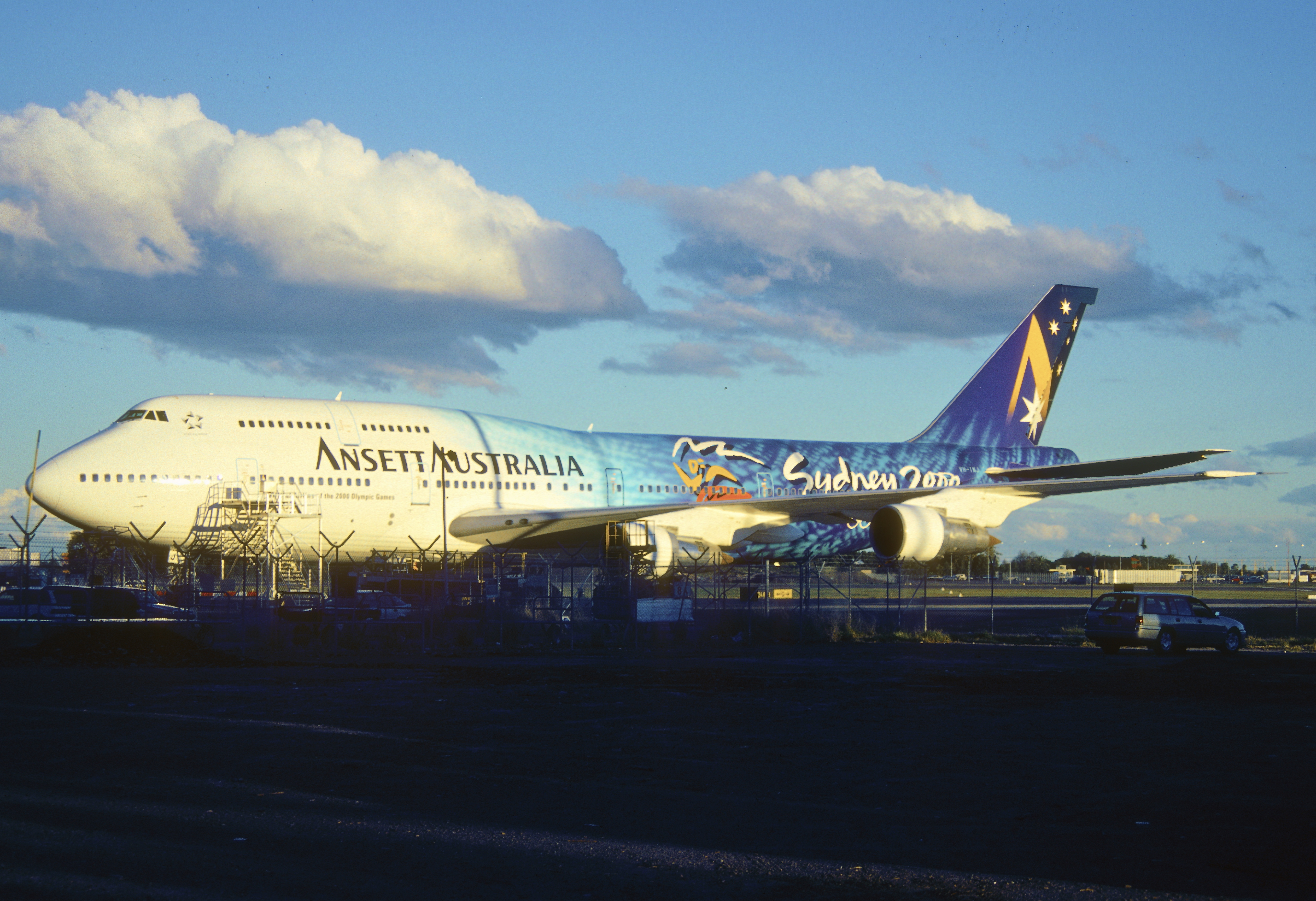
Un Boeing 747 di Ansett Australia nella livrea speciale dedicata alle Olimpiadi di Sydney del 2000

Nel febbraio 2000, Air New Zealand ha acquisito la piena proprietà di Ansett, rilevando la quota di News Corporation per 680 milioni di dollari australiani, superando l'offerta di Singapore Airlines di 500 milioni di dollari australiani.
La concorrenza di Qantas e di una serie di compagnie aeree a basso costo (Impulse Airlines e Virgin Blue), il personale sovraccarico e sostanzialmente strapagato, l'invecchiamento della flotta e la messa a terra della flotta di Boeing 767 a causa di irregolarità nella manutenzione hanno lasciato Ansett a corto di liquidità, perdendo 1,3 milioni di dollari al giorno.
Air New Zealand ha tentato di ridurre i costi di Ansett, prevedendo di mantenere lo stesso livello di entrate. Questo non ha funzionato, poiché la riduzione dei costi ha danneggiato Ansett. Inoltre, la flotta di Ansett è stata lasciata deteriorare, una situazione che ha raggiunto l'apice con una messa a terra parziale della flotta di Boeing 767 durante la stagione natalizia del 2000 e una messa a terra completa nella Pasqua del 2001. Ansett non era quindi in grado di competere con i vettori low-cost e con Qantas, che potevano operare in perdita su alcune rotte, non potendo mantenere le entrate pur tagliando i costi, tra cui il licenziamento del personale.
Un accordo stipulato nell'aprile 2001 per l'acquisto di Virgin Blue da parte di Ansett è stato ripudiato dal capo di Virgin, Richard Branson, in agosto e Singapore Airlines, che inizialmente era stata bloccata dall'acquisto di Ansett, è stata anche impedita dal governo neozelandese di investire ulteriormente in Air New Zealand/Ansett. Il governo neozelandese ha poi rifiutato di accettare un accordo proposto in precedenza per iniettare oltre 500 milioni di dollari in Air New Zealand e Ansett dopo il fallimento delle trattative.
All'inizio di settembre 2001, con l'aggravarsi dei problemi, il governo neozelandese si preparò a salvare Air New Zealand (acquistando alla fine l'83% della compagnia per 885 milioni di dollari neozelandesi), ma lasciò Ansett alla deriva. Nonostante le suppliche dell'opinione pubblica, il governo australiano si rifiutò di salvare Ansett.
Il 12 settembre 2001, Air New Zealand, esaurendo rapidamente sia le linee di credito che le opzioni, ha posto il gruppo di compagnie Ansett in amministrazione volontaria con PriceWaterhouseCoopers. Il 14 settembre, l'amministratore ha stabilito che Ansett non era in grado di continuare a operare (soprattutto a causa dell'apparente mancanza di fondi per coprire il carburante, il catering e gli stipendi dei dipendenti) e ha bloccato le flotte di Ansett e delle sue controllate Hazelton Airlines, Kendell, Skywest e Aeropelican. I voli già in volo al momento della decisione hanno proseguito verso le loro destinazioni. I clienti e quasi tutti i dipendenti non sono stati avvertiti dell'interruzione delle operazioni. Un Boeing 767-200 di Ansett, che operava per conto di Ansett Airfreight e che doveva partire da Melbourne alla volta di Launceston, in Tasmania, è stato il primo aeromobile a cui è stato impedito di volare. Non è stato possibile scaricarlo fino a mezzogiorno del giorno successivo, poiché non c'era personale retribuito in servizio. Nei giorni precedenti al 14 settembre era stato detto a tutti che i voli sarebbero proseguiti come da programma, e la maggior parte dei dipendenti Ansett lo ha saputo solo quando si è presentata al lavoro all'alba di quel giorno. Migliaia di passeggeri rimasero a terra e più di 16.000 persone si ritrovarono senza lavoro, rendendo questo evento il più grande evento di perdita di posti di lavoro di massa nella storia dell'Australia. I lavoratori organizzarono proteste diffuse, tra cui il blocco di un aereo di Air New Zealand che stava per riportare a casa da Melbourne l'allora Primo Ministro neozelandese Helen Clark.
Gli amministratori di Ansett sostennero che Air New Zealand si era impegnata in un'operazione di asset stripping di Ansett e che aveva sostenuto costi di carburante eccessivi per Ansett a causa della mancata copertura da parte di Air New Zealand, lasciando Ansett soggetta a forti fluttuazioni nelle tariffe del carburante nel corso del 2000. Queste affermazioni furono negate da Air New Zealand, che fece notare di aver finanziato la perdita di Ansett di 180 milioni di dollari australiani nell'ultimo anno. Gli amministratori di Ansett hanno poi ammesso che non è stata trovata alcuna prova di una spoliazione degli asset. Gli ingegneri di Ansett che lavoravano sugli aeromobili di Ansett hanno affermato che Air New Zealand aveva orchestrato un gran numero di sostituzioni di attrezzature, come i moduli dei motori e dell'avionica.
Dopo aver ricevuto una garanzia del governo federale, Ansett ha ripreso i servizi limitati tra le principali città il 1º ottobre 2001, utilizzando solo la flotta di Airbus A320 Skystar. Si trattava di Ansett Mark II, un'operazione gestita e finanziata da Ansett Australia in amministrazione controllata. Lo scopo di riportare Ansett in volo era quello di attirare un acquirente per l'azienda e di generare un flusso di cassa positivo. I tentativi degli amministratori volontari di Ansett di coinvolgere nuovamente Singapore Airlines per prendere in considerazione un ruolo nella rinascita di Ansett, attraverso un incontro avvenuto il 6 ottobre 2001, hanno portato SA ad accettare di svolgere un ruolo di consulenza in questo sforzo.

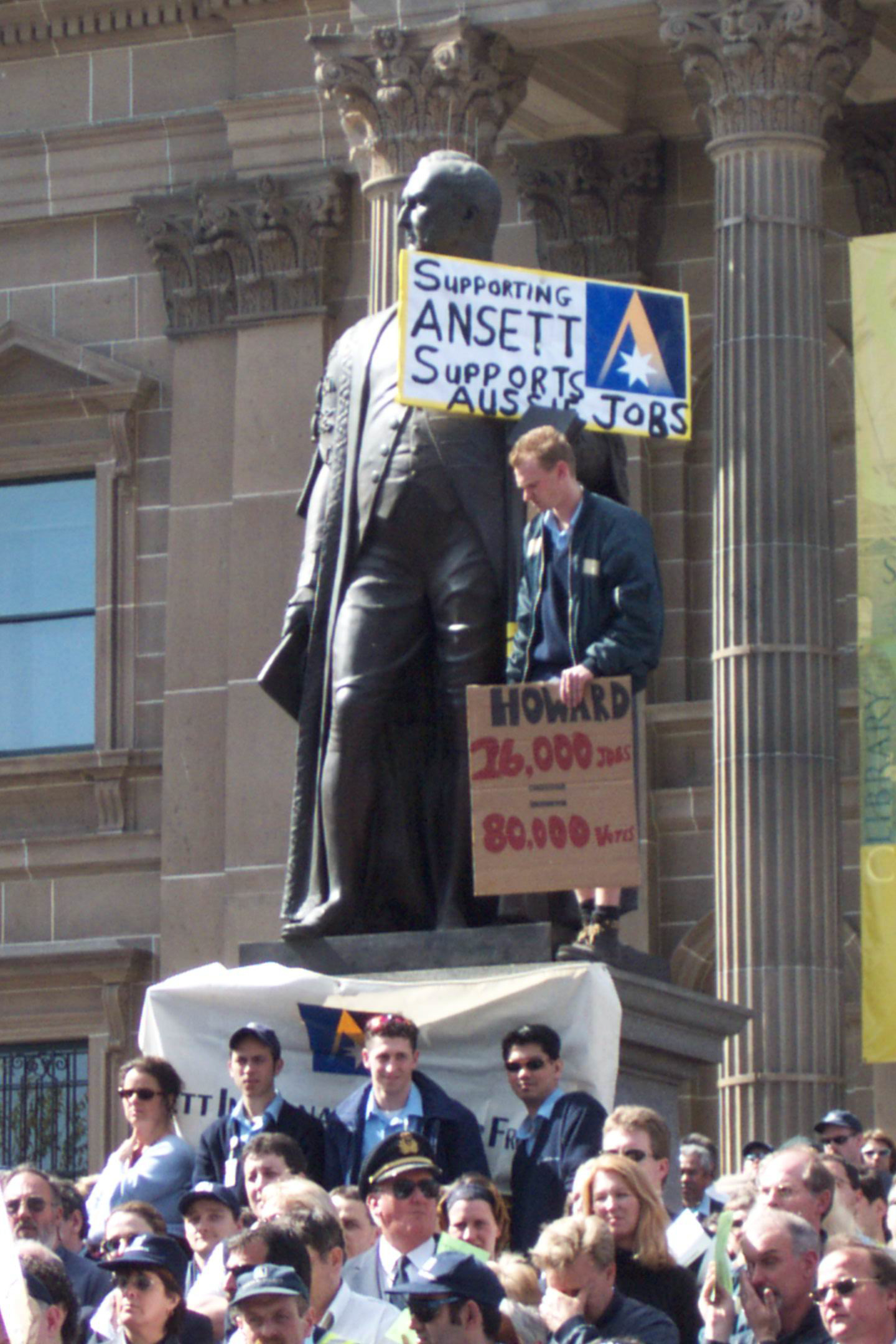
Manifestazione dei dipendenti della Ansett Australia, il 14 settembre 2001, all’annuncio del fallimento della compagnia

L'operazione, rivitalizzata e ridimensionata, si basava su un budget limitato e il suo servizio rifletteva tale situazione. Il servizio consisteva in posti a sedere in classe singola, senza catering, bagagli in transito, parcheggiatori o punti frequent flyer. Dopo un mese di ritorno in volo, le lounge del Golden Wing Club hanno riaperto, ma, come l'operazione di volo ridotta, non fornivano rinfreschi o altri servizi oltre a caffè e acqua. Ansett era essenzialmente in modalità "lock down", mentre gli amministratori cercavano di trovare acquirenti in un mercato molto difficile. Ansett Mark II operava solo con il nome di "Ansett" con un carattere diverso per distinguerla dalla precedente operazione. Il servizio si svolgeva dai terminal Ansett, con il personale di terra, l'equipaggio e gli addetti ai bagagli di Ansett che lavoravano 24 ore su 24 per garantirne il successo con risorse limitate. Per l'operazione sono stati utilizzati i gate designati in ciascuno dei terminal Ansett, mentre gli aeromobili non utilizzati sono stati spostati in gate più distanti e i concourse dismessi sono stati sigillati.
Nel novembre 2001, i creditori di Ansett hanno votato per consentire al consorzio Tesna, guidato dagli uomini d'affari di Melbourne Solomon Lew e Lindsay Fox, di acquistare gli asset della linea principale di Ansett. Il piano prevedeva la creazione di una "nuova" Ansett dalle ceneri della precedente, con il ripristino del marchio di fabbrica e del logo "Star Mark". Si sarebbe trattato di una compagnia aerea nazionale a servizio completo, a due classi e con una sola flotta. Il numero di dipendenti era molto ridotto e la flotta di Airbus A320 era completamente nuova. La nuova Ansett avrebbe operato dai vecchi terminal Ansett e avrebbe affittato temporaneamente la flotta di A320 della precedente Ansett fino all'arrivo di nuovi sostituti. Verranno rilanciati prodotti di fidelizzazione come il Golden Wing Club e il programma frequent flyer Global Rewards.
I soci del Golden Wing Club al momento del crollo sarebbero stati reintegrati per un periodo di sei mesi se avessero utilizzato la nuova Ansett. È stato individuato e assunto un nuovo amministratore delegato e si è iniziato a mettere insieme un nuovo team di gestione. Fu progettata una nuova sede e Airbus presentò al consorzio un nuovo A320. È stata selezionata una nuova società di catering e sono stati sperimentati nuovi pasti in volo in Business ed Economy Class sui passeggeri di alcuni servizi Mark II, in preparazione della nuova operazione.

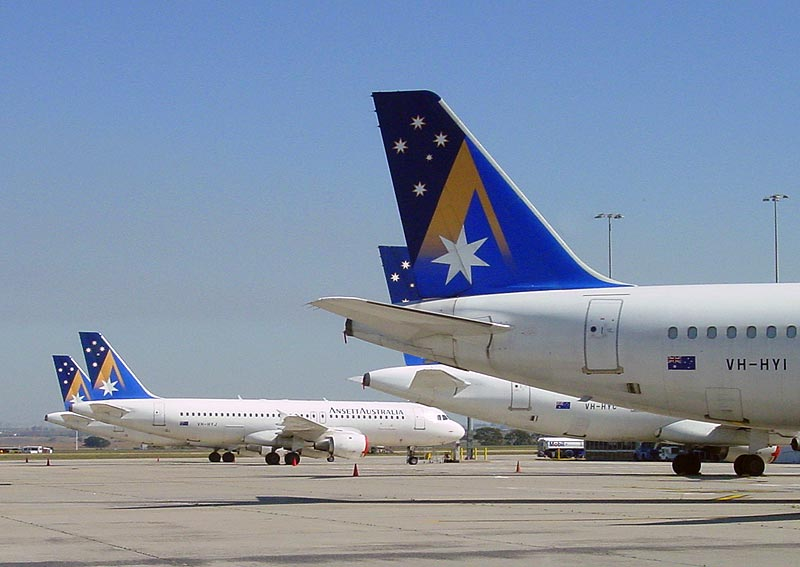
Alcuni Airbus A320 “Skystars” parcheggiati, alcuni giorni dopo il fallimento della compagnia nel 2002

L'accordo con gli amministratori di Ansett, benché ben avviato, è saltato alla fine di febbraio 2002. Senza alcun preavviso, il 27 febbraio gli amministratori hanno annunciato che Fox e Lew avevano ritirato la loro offerta, citando "l'impossibilità di completare la transazione sulla base di pareri legali". In una conferenza stampa tenutasi lo stesso giorno, Fox e Lew hanno annunciato di non aver ricevuto alcun sostegno finanziario dal governo per la loro offerta e di essersi quindi ritirati.
Senza altri salvatori e senza alcuna possibilità realistica di rilanciare Ansett come azienda redditizia, gli amministratori non hanno avuto altra scelta che cessare tutte le operazioni di volo alle 23:59 del 4 marzo 2002, con l'ultimo volo commerciale, l'AN152 da Perth a Sydney, operato dall'A320-211 VH-HYI, atterrato alle 06:53 del 5 marzo. Il personale ha riempito le Golden Wing Lounges di tutto il Paese per veglie di massa quando gli ultimi voli sono atterrati.

### Flotta fino al 13 settembre 2001

Un Boeing 737-300 di Ansett

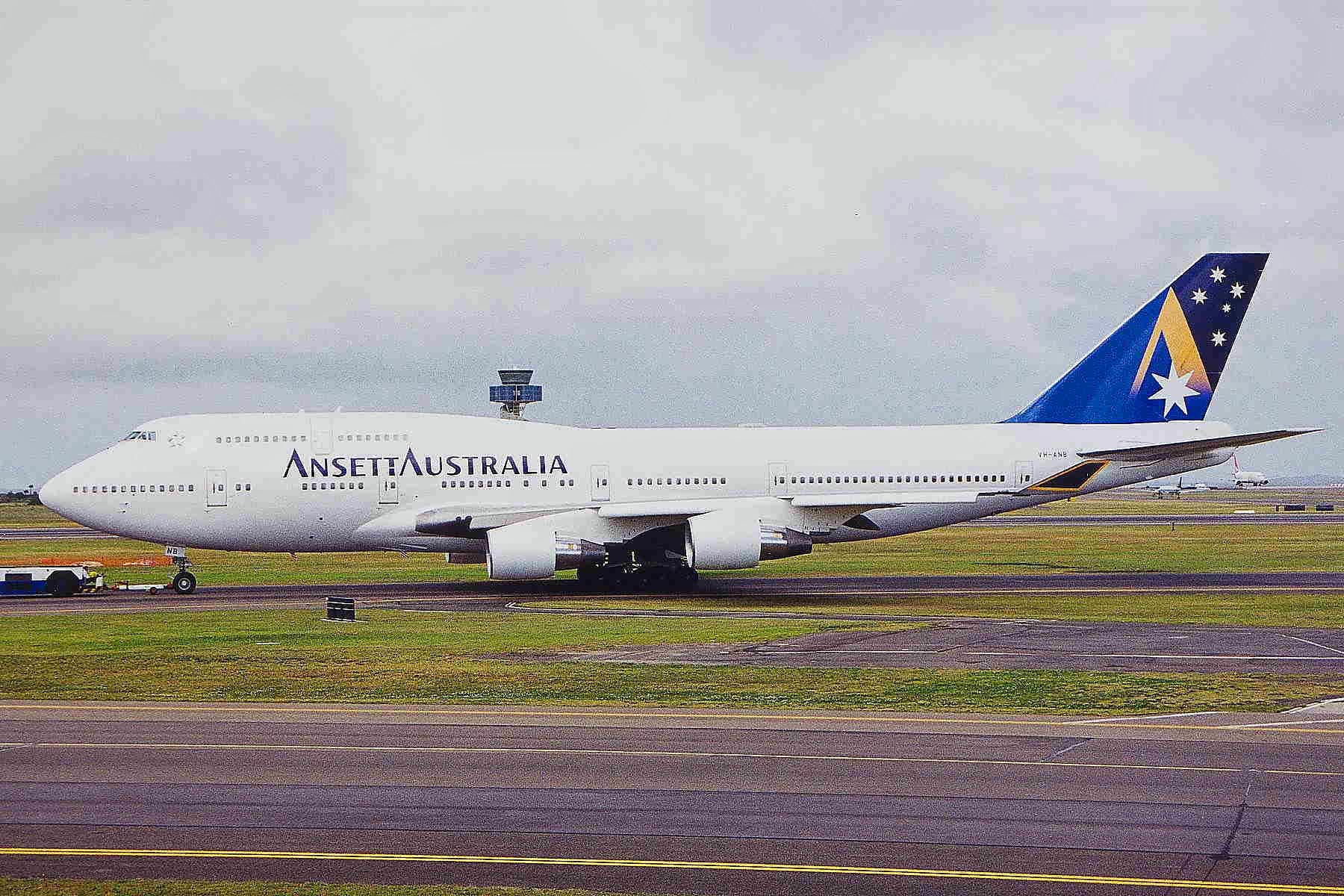
Un Boeing 747 di Ansett

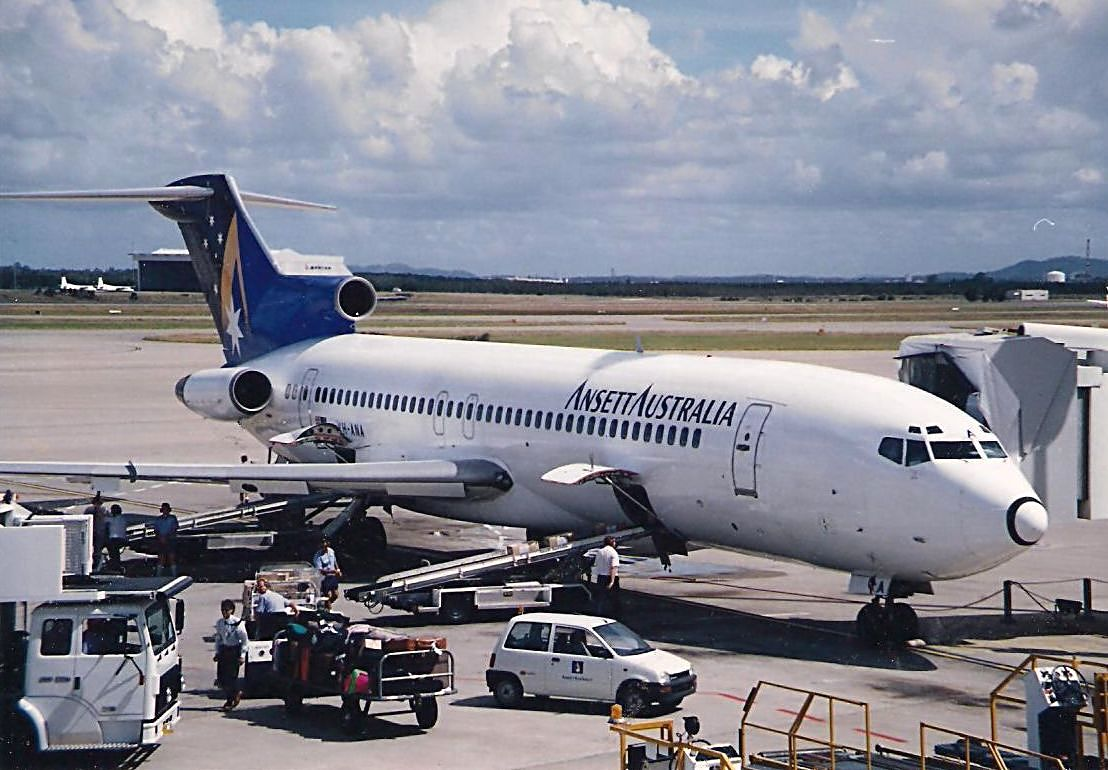
Un Boeing 727 di Ansett

## Flotta

### Flotta storica
Oltre a vari aerei d'epoca, Ansett Australia operava in precedenza con: